# 韦尔德市场大楼

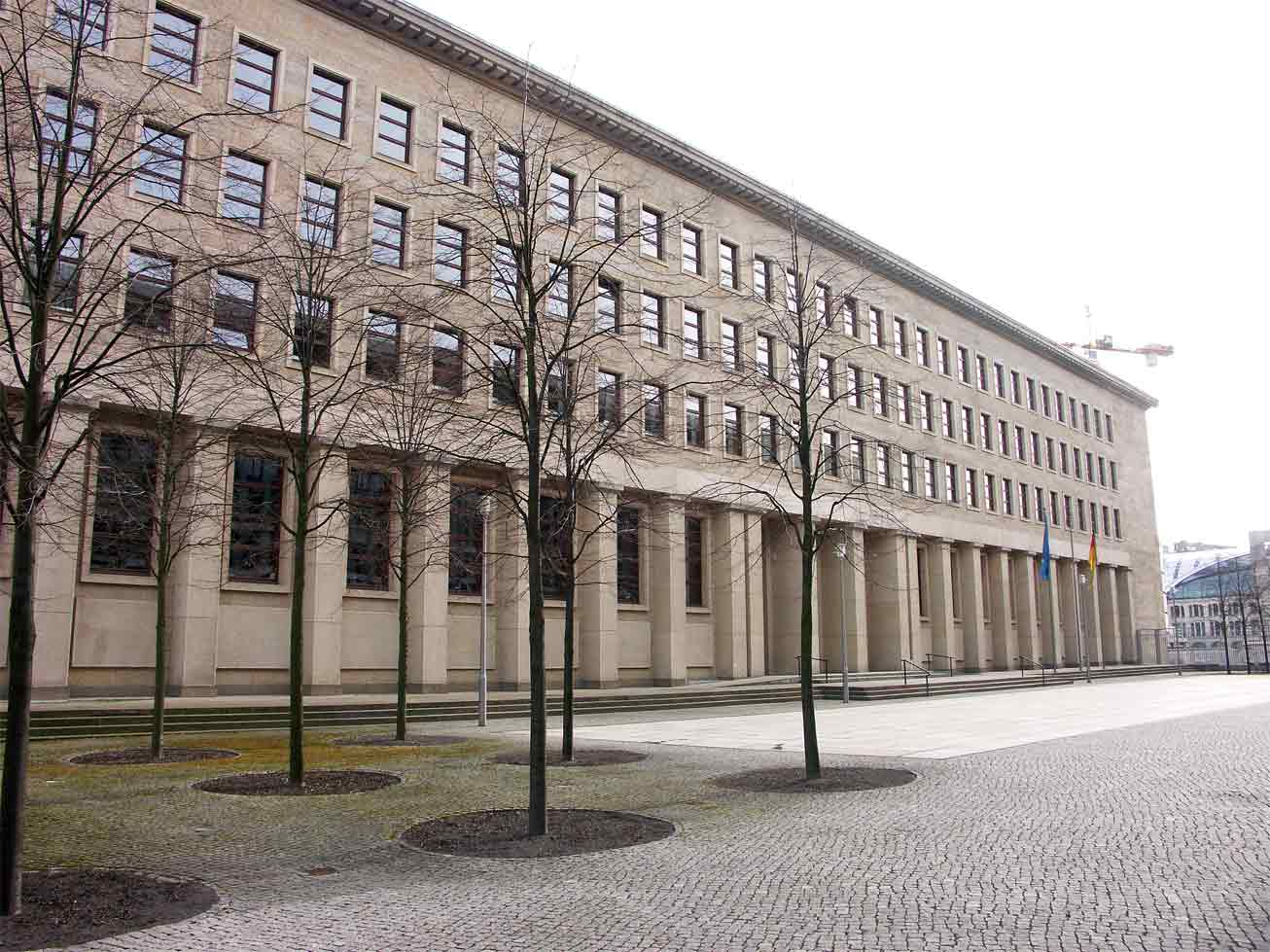
韦尔德市场大楼

韦尔德市场大楼（德語：Haus am Werderschen Markt）是德国柏林米特区的一栋建筑，属于纳粹建筑风格，始建于1934年—1938年，当时为德意志帝国银行所在地，今为德国外交部建筑的一部。建筑设计阶段吸引了瓦尔特·格罗皮乌斯和路德维希·密斯·凡德罗参与，凡德罗被选为设计师。但是在希特勒的介入下，设计师最终换为他人。二战后，该建筑成为东德财政部所在地，1959年后，成为德国统一社会党中央委员会所在地。兩德統一后，由德国外交部使用。